# Guillaume Le Blond
Guillaume Le Blond (Paris, 1704 – 1781) foi um matemático, teórico militar e enciclopedista francês.

## Formação e carreira
Foi professor de matemática e secretário de Vitória de França (1733–1799). Exercitou seu professorado de matemática em 1736 na École des pages de la Grande Écurie du roi em Versalhes. Embora não fosse um militar, escreveu diversas obras associadas à realidade militar, por exemplo fundamentos matemáticos para oficiais, construção de fortalezas, tratados sobre ordens de batalha e semelhantes.

## Publicações selecionadas
- L'artillerie raisonnée contenant la déscription et l'usage des différentes bouches à feu ... la théorie et la pratique des mines et du jet des bombes. Jombert, Paris (1761)
- Traité de l'attaque des places.  Chez Charles-Antoine Jombert, Paris (1762)
- Élémens de fortification. Paris (1775)